# Вібстон Аеро
Вібстон Аеро — гелікоптеробудівне підприємство, розташоване в Києві.

## Діяльність
- Виробництво повітряних і космічних літальних апаратів, супутнього устатковання

## Керівництво
- Козир Сергій Володимирович